# Caligny
Caligny és un municipi francès situat al departament de l'Orne i a la regió de Normandia. L'any 2007 tenia 847 habitants.

## Demografia

### Població
El 2007 la població de fet de Caligny era de 847 persones. Hi havia 326 famílies de les quals 76 eren unipersonals (24 homes vivint sols i 52 dones vivint soles), 109 parelles sense fills, 121 parelles amb fills i 20 famílies monoparentals amb fills.
La població ha evolucionat segons el següent gràfic:
Habitants censats

### Habitatges
El 2007 hi havia 372 habitatges, 333 eren l'habitatge principal de la família, 16 eren segones residències i 23 estaven desocupats. 367 eren cases i 4 eren apartaments. Dels 333 habitatges principals, 262 estaven ocupats pels seus propietaris, 64 estaven llogats i ocupats pels llogaters i 6 estaven cedits a títol gratuït; 3 tenien una cambra, 10 en tenien dues, 45 en tenien tres, 95 en tenien quatre i 179 en tenien cinc o més. 255 habitatges disposaven pel capbaix d'una plaça de pàrquing. A 139 habitatges hi havia un automòbil i a 178 n'hi havia dos o més.

### Piràmide de població
La piràmide de població per edats i sexe el 2009 era:
| Homes | Edats   | Dones |
| ----- | ------- | ----- |
| 0     | 95 o +  | 0     |
| 0     | 90 a 94 | 0     |
| 4     | 85 a 89 | 0     |
| 4     | 80 a 84 | 16    |
| 8     | 75 a 79 | 4     |
| 20    | 70 a 74 | 8     |
| 12    | 65 a 69 | 16    |
| 28    | 60 a 64 | 24    |
| 16    | 55 a 59 | 12    |
| 24    | 50 a 54 | 20    |
| 24    | 45 a 49 | 24    |
| 44    | 40 a 44 | 44    |
| 48    | 35 a 39 | 40    |
| 28    | 30 a 34 | 28    |
| 12    | 25 a 29 | 20    |
| 28    | 20 a 24 | 8     |
| 44    | 15 a 19 | 64    |
| 28    | 10 a 14 | 32    |
| 36    | 5 a 9   | 52    |
| 20    | 0 a 4   | 12    |

## Economia
El 2007 la població en edat de treballar era de 551 persones, 427 eren actives i 124 eren inactives. De les 427 persones actives 389 estaven ocupades (210 homes i 179 dones) i 38 estaven aturades (14 homes i 24 dones). De les 124 persones inactives 50 estaven jubilades, 40 estaven estudiant i 34 estaven classificades com a «altres inactius».

### Ingressos
El 2009 a Caligny hi havia 342 unitats fiscals que integraven 906,5 persones, la mediana anual d'ingressos fiscals per persona era de 17.361 €.

### Activitats econòmiques
Dels 20 establiments que hi havia el 2007, 1 era d'una empresa alimentària, 1 d'una empresa de fabricació d'elements pel transport, 1 d'una empresa de fabricació d'altres productes industrials, 5 d'empreses de construcció, 5 d'empreses de comerç i reparació d'automòbils, 2 d'empreses d'hostatgeria i restauració, 1 d'una empresa financera, 2 d'empreses immobiliàries, 1 d'una empresa de serveis i 1 d'una entitat de l'administració pública.
Dels 7 establiments de servei als particulars que hi havia el 2009, 1 era un taller de reparació d'automòbils i de material agrícola, 2 fusteries, 1 lampisteria, 1 electricista i 2 restaurants.
Dels 2 establiments comercials que hi havia el 2009, 1 era una llibreria i 1 una joieria.
L'any 2000 a Caligny hi havia 33 explotacions agrícoles que ocupaven un total de 1.300 hectàrees.

## Equipaments sanitaris i escolars
L'únic equipament sanitari que hi havia el 2009 era una ambulància.
El 2009 hi havia una escola elemental integrada dins d'un grup escolar amb les comunes properes formant una escola dispersa.

## Poblacions més properes
El següent diagrama mostra les poblacions més properes.